# Coryphantha pseudonickelsae
Coryphantha pseudonickelsae là một loài thực vật có hoa trong họ Cactaceae. Loài này được Backeb. mô tả khoa học đầu tiên năm 1949.